# 46e législature de la Chambre des représentants de Belgique
La 46e législature de la Chambre des représentants de Belgique a commencé le 31 octobre 1985, et fait suite aux élections législatives du 13 octobre 1985. Elle englobe les gouvernements Martens VI et  VII .
Cette législature comptait 212 membres.

## Bureau
- Jean Defraigne, président
- Gilbert Temmerman, 1er vice-président
- Renaat Peeters, 2e vice-président
- André Baudson, vice-président
- Joseph Michel, vice-président
- Erik Vankeirsbilck, vice-président

## Députés (212)

### Partis francophones (88)

#### PS - Parti socialiste (35)
- Victor Albert
- Bernard Anselme
- André Baudson
- Yvon Biefnot
- André Bondroit
- Colette Burgeon
- Willy Burgeon
- Philippe Busquin
- Jacques Collart
- André Cools
- Guy Coëme
- Léon Defosset
- André Degroeve
- Claude Dejardin
- Jean-Baptiste Delhaye
- Roger Delizée
- Robert Denison
- Claude Erdekens
- Valmy Féaux
- Richard Gondry
- Jean-Marie Happart
- Marc Harmegnies
- Yvon Harmegnies
- Jean-Pol Henry
- Jean Mottard
- Philippe Moureaux
- Gaston Onkelinx
- Jean-Pierre Perdieu
- Jacques Santkin
- Pierre Tasset
- Eric Tomas
- Robert Urbain
- Alain Van der Biest
- Léon Walry
- Yvan Ylieff

#### PRL - Parti réformateur libéral (24)
- André Bertouille
- Joseph Remacle Bonmariage
- Charles Cornet d'Elzius
- Denis D'hondt
- André Damseaux
- Armand De Decker
- François-Xavier de Donnea
- Jean Defraigne
- Michèle Detaille
- Willem Draps
- Daniel Ducarme
- Jean Gol
- Édouard Klein
- Étienne Knoops
- Serge Kubla
- André Lagneau
- Louis Michel
- Georges Mundeleer
- Marcel Neven
- Louis Olivier
- Charles Petitjean
- Jacques Pivin
- Charles Poswick
- Henri Simonet

#### PSC - Parti social-chrétien (20)
- André Antoine
- Jean-Pierre Detremmerie
- Yves-Jean du Monceau de Bergendal
- Albert Gehlen
- Paul-Henry Gendebien
- Cécile Goor
- Jean-Pierre Grafé
- Huberte Hanquet
- René Jérôme
- Gérard le Hardy de Beaulieu
- Michel Lebrun
- Marc Lestienne
- Albert Liénard
- Alfred Léonard
- Philippe Maystadt
- Joseph Michel
- Charles-Ferdinand Nothomb
- Jean-Louis Thys
- André Tilquin
- Melchior Wathelet

#### Ecolo - Écologistes Confédérés pour l'Organisation de Luttes Originales (5)
- José Brisart
- José Daras
- Yves Delforge
- Henri Simons
- Xavier Winkel

#### FDF - Front Démocratique des Francophones (3)
- Georges Clerfayt
- Georges Désir
- Antoinette Spaak

#### UDRT - Union démocratique pour le respect du travail (1)
- Robert Hendrick

### Partis néerlandophones (124)

#### CVP - Christelijke Volkspartij (49)
- Jos Ansoms
- Georges Beerden
- Cecile Boeraeve-Derycke
- Félicien Bosmans
- André Bourgeois
- Paul Breyne
- Frans Cauwenberghs
- Daniel Coens
- Paul De Keersmaeker
- Johan De Roo
- Tijl Declercq
- Wivina Demeester
- Jozef Depré
- Emmanuel Desutter
- Luc Dhoore
- Achille Diegenant
- Jos Dupré
- Mark Eyskens
- Ferdinand Ghesquière
- Paul Hermans
- Theo Kelchtermans
- Lieven Lenaerts
- Jan Lenssens
- Cyriel Marchand
- Wilfried Martens
- Trees Merckx-Van Goey
- Chris Moors
- Marc Olivier
- Renaat Peeters
- Fernand Piot
- Zefa Raeymaekers
- Miet Smet
- Antoon Steverlynck
- Rika Steyaert
- Herman Suykerbuyk
- Paul Tant
- Leo Tindemans
- René Uyttendaele
- Luc Van den Brande
- Johan Van Hecke
- Tony Van Parys
- Hugo Van Rompaey
- Eric Van Rompuy
- Hubert Van Wambeke
- Edgard Vandebosch
- Alex Vangronsveld
- Erik Vankeirsbilck
- Guido Verhaegen
- Ghisleen Willems

#### SP - Socialistische Partij (32)
- Eddy Baldewijns
- Aloïs Beckers
- Gilbert Bossuyt
- Pierre Chevalier
- Willy Claes
- Marcel Colla
- Edgard Coppens
- Norbert De Batselier
- Herman De Loor
- Pierre De Weirdt
- Erik Derycke
- Leona Detiège
- Annie Duroi-Vanhelmont
- Marc Galle
- Lode Hancké
- Alfons Landon
- Jan Leclercq
- Olga Lefeber
- Vic Peuskens
- Jef Ramaekers
- Jef Sleeckx
- Gilbert Temmerman
- Louis Tobback
- Luc Van den Bossche
- Jos Van Elewyck
- Karel Van Miert
- Roger Van Steenkiste
- Frank Vandenbroucke
- Victor Vanderheyden
- Louis Vanvelthoven
- Jan Verheyden
- Freddy Willockx

#### PVV - Partij voor Vrijheid en Vooruitgang (22)
- Ward Beysen
- Louis Bril
- Willy Cortois
- Herman De Croo
- Etienne de Groot
- Marcel Decoster
- André Denys
- Jacques Devolder
- Patrick Dewael
- Emile Flamant
- Frans Grootjans
- André Kempinaire
- Annemie Neyts
- Georges Sprockeels
- Willy Taelman
- Lucien Van de Velde
- Willy Van Renterghem
- Paul Vandermeulen
- Frans Verberckmoes
- Guy Verhofstadt
- Francis Vermeiren
- Alfred Vreven

#### Volksunie (16)
- Vic Anciaux
- Frans Baert
- Jozef Belmans
- Jan Caudron
- Hugo Coveliers
- André De Beul
- Willy Desaeyere
- Julien Desseyn
- Jaak Gabriëls
- Nelly Maes
- Paul Peeters
- Jean-Pierre Pillaert
- Johan Sauwens
- Hugo Schlitz
- Luk Vanhorenbeek
- Franz Vansteenkiste

#### Agalev (4)
- Ludo Dierickx
- Joan Pepermans
- Wilfried Van Durme
- Mieke Vogels

#### Vlaams Blok (1)
- Gerolf Annemans